# Onchan

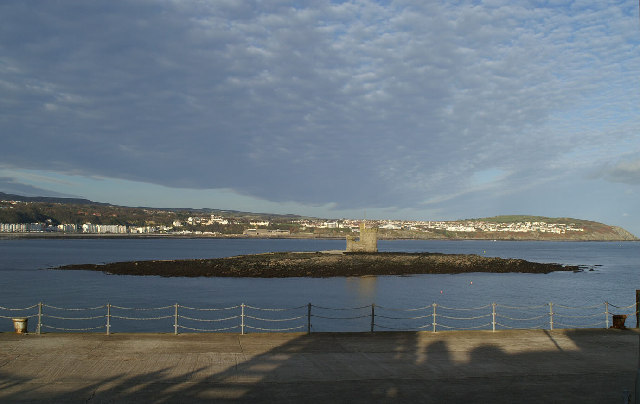
Onchan visto desde la bahía de Douglas.

Onchan (pronunciado onk-an, en manés Kione Droghad), es un pueblo en la parroquia de Onchan en la isla de Man. Se encuentra localizado al norte de la bahía de Douglas. Aunque por razones administrativas es considerado un pueblo, tiene la segunda población más grande de la isla (9172 habitantes), solo después de Douglas, ciudad con la que forma una conurbación.
El nombre de la isla en manés significa "extremo del puente".